# Lars Larsson (musiker)
Lars "Lasseman" Elis Larsson, född 26 februari 1972 i Romelanda församling, Göteborgs och Bohus län, spelar klaviatur, gitarr och är sångare i dansbandet Arvingarna. Han är son till Lasse Larsson, tidigare klaviaturspelare i Streaplers, och kusin till Anders Larsson, som tog över i Streaplers efter sin farbror.
I maj 2009 medverkade Lasseman vid Streaplers 50-årsjubileumsshow live på Liseberg där han bland annat sjöng låten "Bara 15 år" och spelade akustisk gitarr på låten "Jag har en dröm".
"Lassemans hus" har varit spelplats för Arvingarnas sommar- och julkonserter som visats i TV-kanalen Sjuan och TV4.